# Koldamäe
Koldamäe – wieś w Estonii, w prowincji Virumaa Wschodnia, w gminie Iisaku.